# TV Schriesheim
Der Turnverein 1883 Schriesheim ist ein Sportverein aus Schriesheim in Baden-Württemberg. Der Turnverein ist der größte und älteste Sparten-Sportverein am Ort. Zu den nennenswertesten Sportarten gehören Badminton, Floorball, Handball, Leichtathletik, Skifahren oder Tischtennis.

## Floorball
Die Floorball-Abteilung wurde 2002 gegründet. Schon sechs Jahre später hatte die Abteilung 100 Mitglieder. 2014/15 spielte der Verein zum ersten Mal in der 2. Bundesliga. Nur zwei Jahre später wurde er nach einem 2:1 (6:9, 7:1 und 4:2) Sieg über den TV Eiche Horn Bremen Zweitligameister 2016 und stieg damit in die 1. Bundesliga auf. Zunächst konnte die Klasse gehalten werden. Allerdings stieg der Turnverein die Saison darauf wieder ab.
Mit nur zwei Punkten Verlust und einem Torverhältnis von 238:62 in der Hauptrunde stieg der TV Schriesheim 2019 wieder direkt auf. In der Spielzeit 2022/23 konnten erstmalig die Play-offs erreicht werden. Dort schied man im Viertelfinale gegen den UHC Weißenfels aus. In der gleichen Saison erreicht man im Pokal das Finale im Final4 in Berlin. Auch im darauf folgenden konnte das Final4 erreicht werden. Diesmal schied der TV Schriesheim im Halbfinale aus. Bis 2025 spielte er in der Bundesliga als fünf Wochen vor Saisonstart 2025/26 der Rückzug bekannt wurde. Grund hierfür sind nach Aussage eines Vereinsvertreters personelle Engpässe, die eine Teilnahme am Spielbetrieb auf Bundesliganiveau zu diesem zeitpunkt unmöglich machen.

### Wichtigste Erfolge
2008: Süddeutscher Meister U13 (KF), U15 (KF) und U17 (KF)

2009: Baden-Württembergischer Meister U13 (KF) und U15 (KF)

2010: Baden-Württembergischer Meister U13 (KF), U15 (KF) und Herren (KF) und Süddeutscher Meister U19 (KF)

2011: Baden-Württembergischer Meister U15 (KF) und Herren (KF), Deutscher Meister U17 (KF) und Südwestdeutscher Vizemeister Herren (GF)

2012: Baden-Württembergischer Meister U17 (KF) und Herren (KF) und Südwestdeutscher Vizemeister Herren (GF)

2013: Deutscher Vizemeister U17 (KF), Deutscher Meister Herren (KF) und Süddeutscher Meister Herren (GF)

2014: Deutscher Meister U17 (KF), Deutsche Meisterschaft Herren (KF) 3. Platz, Viertelfinale im Floorball Deutschland Pokal und Süddeutscher Vizemeister Herren (GF)

2015: Deutscher Vizemeister U17 (KF) und Herren 2. Bundesliga Süd/Ost 3. Platz

2016: Deutscher Meister U17 (KF) und Zweitligameister Herren

2017: Deutscher Vizemeister U17 (KF), Viertelfinale im FD-Pokal und Klassenerhalt Herren

## Handball
Die zeitweise in der Badenliga spielende erste Damenmannschaft gewann 2017 den BHV-Pokal. Dadurch qualifizierte sie sich auch für den DHB-Pokal 2017/18 und traf dort in der 1. Runde auf den Zweitligisten TG Nürtingen, dem man 17:47 unterlag.